# کبوتر میوه‌خوار سرسفید
کبوتر میوه‌خوار سرسفید با نام علمی Ptilinopus eugeniae کبوتری از سردهٔ کبوتران میوه‌خوار است و بومی جزایر سلیمان می‌باشد. زیستگاه طبیعی این پرنده جنگل‌های مرطوب گرمسیری و نیمه‌گرمسیری است و تخریب آنها بقای این کبوترسان را مورد تهدید قرار داده است. اتحادیه بین‌المللی حفاظت از محیط زیست در حال حاضر کبوتر میوه‌خوار کله‌سفید را به‌دلیل کاهش جمعیت آن در فهرست گونه‌های در مرز تهدید قرار داده است.